# Clostridium litorale
Clostridium litorale è una specie di batterio appartenente alla famiglia delle Clostridiaceae.